# John Choyce
John Choyce (né le 28 novembre 1930 à Montréal au Québec au Canada — mort en janvier 1999) est un joueur puis entraineur québécois de hockey sur glace.

## Biographie
Après avoir été joueur sporadiquement avec les Lions de Wembley dans la British National League, il devient entraineur en 1971 où il joint les Blues de Kansas City. Il entraine plusieurs équipes de la Ligue centrale de hockey durant sa carrière.

## Statistiques

### Joueur
| Saison    | Équipe                | Ligue |    | Saison régulière | Saison régulière | Saison régulière | Saison régulière | Saison régulière |   | Séries éliminatoires | Séries éliminatoires | Séries éliminatoires | Séries éliminatoires | Séries éliminatoires |
| Saison    | Équipe                | Ligue | PJ | B                | A                | Pts              | Pun              | PJ               | B | A                    | Pts                  | Pun                  |                      |                      |
| 1952-1953 | Beavers de Saint John | NBSHL | -  | 22               | 28               | 50               | 9                |                  |   |                      |                      |                      |                      |                      |
| 1953-1954 | Lions de Wembley      | BNL   | 47 | 46               | 28               | 74               | 28               |                  |   |                      |                      |                      |                      |                      |

### Entraineur
| Saison    | Équipe                 | Ligue |    | PJ | V  | D  | N | Pr             |  | Séries éliminatoires |
| 1971-1972 | Blues de Kansas City   | LCH   | 72 | 21 | 35 | 16 | 0 | Hors-séries    |  |                      |
| 1972-1973 | Wings de Fort Worth    | LCH   |    |    |    |    |   |                |  |                      |
| 1972-1973 | Spurs de Denver        | WHL   | 60 | 22 | 26 | 12 | 0 | Première ronde |  |                      |
| 1973-1974 | Six-Guns d'Albuquerque | LCH   | 72 | 16 | 40 | 16 | 0 | Hors-séries    |  |                      |
| 1976-1977 | Texans de Fort Worth   | LCH   | 76 | 35 | 32 | 9  | 0 | Première ronde |  |                      |
| 1977-1978 | Oilers de Tulsa        | LCH   | 76 | 34 | 39 | 3  | 0 | Première ronde |  |                      |
| 1978-1979 | Oilers de Tulsa        | LCH   | 76 | 21 | 51 | 4  | 0 | Hors-séries    |  |                      |
| 1979-1980 | Black Hawks de Dallas  | LCH   | 80 | 29 | 43 | 8  | 0 | Hors-séries    |  |                      |